# Yeah Yeah Yeahs
Yeah Yeah Yeahs (transkr. Jea jea jeas) američka su muzička grupa iz Njujorka. 

## Članovi

### Sadašnji
- Karen O — vokal, klavir
- Nik Ziner — gitara, bas-gitara, klavijature
- Brajan Čejs — bubanj, udaraljke

## Diskografija

### Studijski albumi
- (2003)
- (2006)
- (2009)
- (2013)
- (2022)

### izdanja
- (2001)
- (2002)
- (2007)

### Kompilacije
- (2009)

### Video izdanja
- (2004)

## Nagrade i nominacije
- Nagrade Gremi

| Godina | Kategorija                         | Nominovano delo | Ishod      |
| ------ | ---------------------------------- | --------------- | ---------- |
| 2004.  | Najbolji album alternativne muzike |                 | Nominacija |
| 2007.  | Najbolji album alternativne muzike |                 | Nominacija |
| 2010.  | Najbolji album alternativne muzike |                 | Nominacija |
| 2023.  | Najbolji album alternativne muzike |                 | Nominacija |

## Spoljašnje veze
- Zvanični veb-sajt
- na sajtu
- na sajtu
- na sajtu
- na sajtu